# Givotia madagascariensis
Givotia madagascariensis är en törelväxtart som beskrevs av Henri Ernest Baillon. Givotia madagascariensis ingår i släktet Givotia och familjen törelväxter. Inga underarter finns listade i Catalogue of Life.